# Cristian Todea
Cristian Todea (* 18. Oktober 1978 in Arad) ist ein ehemaliger rumänischer Fußballspieler. Der Mittelfeldspieler bestritt insgesamt 244 Spiele in der rumänischen Liga 1 und der Schweizer Challenge League.

## Karriere
Die Karriere von Todea begann im Jahr 1997 in seiner Heimatstadt, als er in die erste Mannschaft von UTA Arad kam, die seinerzeit in der zweiten rumänischen Liga, der Divizia B, spielte. Dort wurde er auf Anhieb zur Stammkraft im Mittelfeld. Die Saison 2001/02 konnte er mit seinem Klub als Erster der Staffel II abschließen und in die Divizia A aufsteigen. Anschließend wechselte er zu AC Mantova in die italienische Serie C2. Im Jahr 2004 stieg er mit Mantova zunächst in die Serie C1 und ein Jahr später in die Serie B auf. Im Jahr 2005 verließ er Italien zum Schweizer Challenge-League-Klub AC Bellinzona.
Zu Beginn des Jahres 2007 kehrte Todea zu UTA Arad in die rumänische Liga 1 zurück. Nach dem Abstieg 2008 blieb er dem Klub zunächst auch in der Liga II erhalten, wechselte aber zu Beginn des Jahres 2009 zu Erstligist Gaz Metan Mediaș. Mit seinem neuen Klub konnte er die Saison 2010/11 auf dem siebenten Platz abschließen und erreichte dadurch die Qualifikation zur Europa League. Nach Siegen gegen den Kuopion PS und den 1. FSV Mainz 05 schied er dort in der Play-off-Runde gegen den FK Austria Wien aus. Im Sommer 2015 beendete er seine Laufbahn.

## Erfolge
- Qualifikation zur UEFA Europa League: 2011
- Aufstieg in die Liga 1: 2002